# Renata Voráčová
Renata Voráčová (* 6. Oktober 1983 in Gottwaldov, Tschechoslowakei) ist eine tschechische Tennisspielerin.

## Karriere
Renata Voráčová, die im Alter von sieben Jahren mit dem Tennissport begann, bevorzugt Sandplätze.
Im Einzel feierte sie 2010 auf der WTA Tour mit dem Einzug ins Halbfinale des Sandplatzturnieres in Fès (Kategorie: International) ihren größten sportlichen Erfolg. Sie unterlag dort der Rumänin Simona Halep mit 5:7, 4:6. Ihr bestes Abschneiden bei einem Grand-Slam-Turnier erzielte sie 2007 bei den Australian Open, als sie dort als Qualifikantin nach einem Sieg über Meghann Shaughnessy in der zweiten Runde gegen die an Position 30 gesetzte Tathiana Garbin mit 1:6, 5:7 ausschied. Sie gewann auch 15 Titel auf ITF-Turnieren.
Im Doppel gewann Voráčová 2001 mit ihrer Landsfrau Petra Cetkovská bei den French Open den Wettbewerb der Juniorinnen. Mit wechselnden Partnerinnen wurde sie bei WTA-Turnieren bislang 11-mal in die Siegerliste eingetragen; zudem gewann sie drei Turniere der Challenger Series sowie 57 ITF-Titel.
Mit dem TC Blau-Weiss Bocholt wurde sie 2012, 2013 und 2014 Deutsche Mannschaftsmeisterin.

### 2022: Kontroverse um ihren COVID-19-Impfstatus
Voráčová hatte sich bereits mehrere Wochen vor Ort auf die Australian Open 2022 vorbereitet, nachdem sie mit einer Befreiung von der für die australischen Einreisebestimmungen nötigen COVID-19-Impfung eingereist war, da sie sich in den vergangenen sechs Monaten mit dem Coronavirus infiziert hatte. Im Januar 2022 wurde ihr Visum jedoch annulliert und sie vor ihrer Abreise im selben Hotel festgesetzt, in dem zu diesem Zeitpunkt auch der Weltranglistenerste der Herren, Novak Đoković, festsaß.

## Turniersiege

### Einzel
| Nr. | Datum              | Turnier       | Kategorie    | Belag             | Finalgegnerin              | Ergebnis         |
| --- | ------------------ | ------------- | ------------ | ----------------- | -------------------------- | ---------------- |
| 1.  | 18. November 2001  | Mexiko-Stadt  | ITF $25.000  | Hartplatz         | Fabiola Zuluaga            | 6:1, 7:67        |
| 2.  | 20. März 2005      | Amiens        | ITF $10.000  | Sand (Halle)      | Karla Mraz                 | 4:6, 6:2, 6:3    |
| 3.  | 15. Januar 2006    | Stuttgart     | ITF $10.000  | Hartplatz (Halle) | Jana Juricová              | 6:2, 6:4         |
| 4.  | 26. Juni 2006      | Fontanafredda | ITF $25.000  | Sand              | Margalita Tschachnaschwili | 6:3, 6:3         |
| 5.  | 13. August 2007    | Gdynia        | ITF $25.000  | Sand              | Liana Ungur                | 6:4, 6:4         |
| 6.  | 11. Oktober 2009   | Podgorica     | ITF $25.000  | Sand              | Ana Timotić                | 7:5, 2:1 Aufgabe |
| 7.  | 11. April 2010     | Civitavecchia | ITF $25.000  | Sand              | Anna Floris                | 6:3, 6:3         |
| 8.  | 18. April 2010     | Kairo         | ITF $25.000  | Sand              | Audrey Bergot              | 6:3, 6:4         |
| 9.  | 12. September 2010 | Biella        | ITF $100.000 | Sand              | Zuzana Ondrášková          | 6:4, 6:2         |
| 10. | 18. September 2010 | Zagreb        | ITF $25.000  | Sand              | Magda Linette              | 6:1, 4:6, 6:4    |
| 11. | 28. November 2010  | Přerov        | ITF $25.000  | Hartplatz (Halle) | Claire Feuerstein          | 4:6, 6:3, 7:5    |
| 12. | 23. September 2012 | Podgorica     | ITF $50.000  | Sand              | Maria Elena Camerin        | 3:6, 6:2, 6:0    |
| 13. | 11. November 2012  | Loughborough  | ITF $10.000  | Hartplatz (Halle) | Julia Kimmelmann           | 7:5, 6:76, 6:3   |
| 14. | 18. November 2012  | Edgbaston     | ITF $10.000  | Hartplatz (Halle) | Harriet Dart               | 6:4, 6:2         |
| 15. | 25. Mai 2013       | Caserta       | ITF $25.000  | Sand              | Beatriz Haddad Maia        | 6:4, 6:1         |

### Doppel
| Nr. | Datum              | Turnier               | Kategorie         | Belag             | Partnerin                  | Finalgegnerinnen                                  | Ergebnis          |
| --- | ------------------ | --------------------- | ----------------- | ----------------- | -------------------------- | ------------------------------------------------- | ----------------- |
| 1.  | April 2001         | Quartu Sant’Elena     | ITF $10.000       | Hartplatz         | Paulina Slitrova           | Julija Bejhelsymer Eugenia Subbotina              | 6:3, 6:4          |
| 2.  | 10. November 2002  | Pattaya               | WTA Tier V        | Hartplatz         | Kelly Liggan               | Lina Krasnoruzkaja Tatjana Panowa                 | 7:5, 7:67         |
| 3.  | März 2005          | Amiens                | ITF $10.000       | Sand              | Tazzjana Kapschaj          | Sanne Van Den Biggelaar Suzanne Van Hartingsveldt | 2:6, 7:65, 6:4    |
| 4.  | Juli 2005          | Vittel                | ITF $50.000       | Sand              | Hana Šromová               | Stanislava Hrozenská Lenka Němečková              | 6:4, 6:4          |
| 5.  | Oktober 2005       | Biella                | ITF $50.000       | Sand              | Lucie Hradecká             | Maret Ani Mervana Jugić-Salkić                    | 6:4, 7:64         |
| 6.  | Oktober 2005       | Nantes                | ITF $25.000       | Hartplatz         | Mailyne Andrieux           | Marie-Ève Pelletier Aurélie Védy                  | 6:73, 7:5, 6:2    |
| 7.  | November 2005      | Le Havre              | ITF $10.000       | Sand (Halle)      | Janette Bejlková           | Emilie Bacquet Louise Doutrelant                  | 6:3, 6:3          |
| 8.  | Dezember 2005      | Valašské Meziříčí     | ITF $25.000       | Hartplatz (Halle) | Darija Jurak               | Lucie Hradecká Sandra Záhlavová                   | 6:3, 6:3          |
| 9.  | Januar 2006        | Stuttgart (Vaihingen) | ITF $10.000       | Hartplatz (Halle) | Darija Jurak               | Kildine Chevalier Julie Coin                      | 6:2, 6:1          |
| 10. | April 2006         | Poza Rica             | ITF $25.000       | Hartplatz         | Matea Mezak                | Zsófia Gubacsi Kyra Nagy                          | 6:2, 1:0 Aufgabe  |
| 11. | Juni 2006          | Galatina              | ITF $25.000       | Sand              | Danica Krstajić            | Kyra Nagy Valentina Sassi                         | 6:4, 6:0          |
| 12. | Juni 2006          | Fontanafredda         | ITF $25.000       | Sand              | Andrea Hlaváčková          | Daniela Klemenschits Sandra Klemenschits          | 6:4, 6:4          |
| 13. | Juli 2006          | Padova                | ITF $25.000       | Sand              | Darija Jurak               | Larissa Carvalho Andreja Klepač                   | 6:4, 6:3          |
| 14. | Juli 2006          | Stuttgart (Vaihingen) | ITF $25.000       | Sand              | Monica Niculescu           | Eva Fislová Stanislava Hrozenská                  | 6:2, 6:74, 7:5    |
| 15. | September 2006     | Mestre                | ITF $50.000       | Sand              | Monica Niculescu           | Margalita Tschachnaschwili Tatjana Malek          | 6:4, 3:6, 6:4     |
| 16. | 24. September 2006 | Portorož              | WTA Tier IV       | Hartplatz         | Lucie Hradecká             | Eva Birnerová Émilie Loit                         | kampflos          |
| 17. | Oktober 2006       | Biella                | ITF $50.000       | Sand              | Barbora Strýcová           | Lucie Hradecká Michaela Paštiková                 | 6:3, 6:2          |
| 18. | Juni 2007          | Přerov                | ITF $75.000       | Sand              | Lucie Hradecká             | Rossana de los Ríos Edina Gallovits               | 5:7, 6:3, 6:2     |
| 19. | Juni 2007          | Zlín                  | ITF $50.000       | Sand              | Lucie Hradecká             | Michaela Paštiková Hana Šromová                   | 6:2, 2:6, 6:4     |
| 20. | Juli 2007          | Contrexéville         | ITF $50.000       | Sand              | Barbora Záhlavová-Strýcová | Kazjaryna Dsehalewitsch Ksenija Mileuskaja        | 6:2, 6:2          |
| 21. | 29. Juli 2007      | Bad Gastein           | WTA Tier III      | Sand              | Lucie Hradecká             | Ágnes Szávay Vladimíra Uhlířová                   | 6:3, 7:5          |
| 22. | 23. September 2007 | Portorož              | WTA Tier IV       | Hartplatz         | Lucie Hradecká             | Jelena Lichowzewa Andreja Klepač                  | 5:7, 6:4, [10:7]  |
| 23. | Oktober 2007       | Bratislava            | ITF $100.000+H    | Hartplatz         | Barbora Záhlavová-Strýcová | Anastassija Rodionowa Olha Sawtschuk              | 6:4, 6:4          |
| 24. | November 2007      | Deauville             | ITF $50.000       | Sand              | Barbora Záhlavová-Strýcová | Oqgul Omonmurodova Nastassja Jakimawa             | 6:3, 7:5          |
| 25. | März 2008          | Las Vegas             | ITF $50.000       | Hartplatz         | Melinda Czink              | Chan Chin-wei Tetjana Luschanska                  | 6:3, 6:2          |
| 26. | Mai 2008           | Cagnes-sur-Mer        | ITF $100.000+H    | Sand              | Monica Niculescu           | Julie Coin Marie-Ève Pelletier                    | 6:72, 6:1, [10:5] |
| 27. | Juli 2008          | Cuneo                 | ITF $100.000      | Sand              | Maret Ani                  | Olha Sawtschuk Marina Schamaiko                   | 6:1, 6:2          |
| 28. | Juli 2008          | Biella                | ITF $100.000      | Sand              | Barbora Záhlavová-Strýcová | Lourdes Domínguez Lino Arantxa Parra Santonja     | 4:6, 6:0, [10:5]  |
| 29. | September 2008     | Sofia                 | ITF $100.000      | Sand              | Maret Ani                  | Lourdes Domínguez Lino Arantxa Parra Santonja     | 7:64, 7:69        |
| 30. | Dezember 2008      | Přerov                | ITF $25.000       | Hartplatz         | Tereza Hladíková           | Xenija Lykina Kateřina Vaňková                    | 6:0, 3:6, [10:3]  |
| 31. | Februar 2009       | Sutton                | ITF $25.000       | Hartplatz         | Raquel Atawo               | Rebecca Marino Katie O’Brien                      | 6:3, 6:3          |
| 32. | April 2009         | Bari                  | ITF $25.000       | Sand              | Iryna Burjatschok          | Johanna Larsson Anna Smith                        | 5:7, 6:2, [10:5]  |
| 33. | Mai 2009           | Makarska              | ITF $50.000       | Sand              | Tatjana Maria              | Tereza Hladíková Karolina Kosińska                | 6:4, 5:7, [10:6]  |
| 34. | Juli 2009          | Zagreb                | ITF $75.000+H     | Sand              | Darija Jurak               | Jelena Tschalowa Anastassija Poltorazkaja         | 6:2, 7:5          |
| 35. | 1. August 2009     | Istanbul              | WTA International | Hartplatz         | Lucie Hradecká             | Julia Görges Patty Schnyder                       | 2:6, 6:3, [12:10] |
| 36. | Oktober 2009       | Madrid                | ITF $50.000       | Sand              | Darja Kustawa              | Jekaterina Lopes Arina Rodionova                  | 6:2, 6:2          |
| 37. | April 2010         | Civitavecchia         | ITF $25.000       | Sand              | Darja Kustawa              | Maret Ani Iryna Burjatschok                       | 7:5, 7:5          |
| 38. | April 2010         | Kairo                 | ITF $25.000       | Sand              | Eva Birnerová              | Ksenija Mileuskaja Lenka Wienerová                | 7:64, 6:4         |
| 39. | Mai 2010           | Jounieh               | ITF $50.000+H     | Sand              | Petra Cetkovská            | Ksenija Mileuskaja Lessja Zurenko                 | 6:4, 6:2          |
| 40. | Oktober 2010       | Jounieh               | ITF $100.000+H    | Sand              | Petra Cetkovská            | Eva Birnerová Andreja Klepač                      | 7:5, 6:2          |
| 41. | 17. Oktober 2010   | Linz                  | WTA International | Hartplatz (Halle) | Barbora Záhlavová-Strýcová | Květa Peschke Katarina Srebotnik                  | 7:5, 7:66         |
| 42. | Oktober 2010       | Poitiers              | ITF $100.000      | Hartplatz         | Lucie Hradecká             | Oqgul Omonmurodova Kristina Barrois               | 6:75, 6:2, [10:5] |
| 43. | 24. April 2011     | Fès                   | WTA International | Sand              | Andrea Hlaváčková          | Nina Brattschikowa Sandra Klemenschits            | 6:3, 6:4          |
| 44. | Juli 2011          | Olmütz                | ITF $50.000       | Sand              | Michaëlla Krajicek         | Julija Bejhelsymer Elena Bogdan                   | 7:5, 6:4          |
| 45. | August 2011        | Trnava                | ITF $50.000       | Sand              | Janette Husárová           | Jana Čepelová Lenka Wienerová                     | 7:62, 6:1         |
| 46. | September 2011     | Foggia                | ITF $25.000       | Sand              | Janette Husárová           | Leticia Costas Inés Ferrer Suárez                 | 6:1, 6:2          |
| 47. | Mai 2012           | Casablanca            | ITF $25.000       | Sand              | Olha Sawtschuk             | Elena Bogdan Raluca Olaru                         | 6:1, 6:4          |
| 48. | Juni 2012          | Craiova               | ITF $50.000+H     | Sand              | Lenka Wienerová            | Paula Kania Irina Chromatschowa                   | 2:6, 6:3, [10:6]  |
| 49. | 15. Juli 2012      | Palermo               | WTA International | Sand              | Barbora Záhlavová-Strýcová | Darija Jurak Katalin Marosi                       | 7:65, 6:4         |
| 50. | Juli 2012          | Contrexéville         | ITF $50.000       | Sand              | Julija Bejhelsymer         | Tereza Mrdeža Silvia Njirić                       | 6:1, 6:1          |
| 51. | August 2012        | Trnava                | ITF $50.000       | Sand              | Elena Bogdan               | Marta Domachowska Sandra Klemenschits             | 7:62, 6:4         |
| 52. | Februar 2013       | Grenoble              | ITF $25.000       | Hartplatz         | Marija Kondratjewa         | Nicole Clerico Leticia Costas                     | 6:1, 6:4          |
| 53. | Mai 2013           | Civitavecchia         | ITF $25.000       | Sand              | Stephanie Vogt             | Paula Kania Magda Linette                         | 6:3, 6:4          |
| 54. | Mai 2013           | Trnava                | ITF $75.000       | Sand              | Mervana Jugić-Salkić       | Jana Čepelová Anna Karolína Schmiedlová           | 6:1, 6:1          |
| 55. | Mai 2013           | Prag                  | ITF $100.000      | Sand              | Barbora Záhlavová-Strýcová | Irina Falconi Eva Hrdinová                        | 6:4, 6:0          |
| 56. | Mai 2013           | Caserta               | ITF $25.000       | Sand              | Danka Kovinić              | Elena Bogdan Cristina Dinu                        | 6:4, 7:63         |
| 57. | Juni 2013          | Montpellier           | ITF $25.000       | Sand              | Irina Chromatschowa        | Inés Ferrer Suárez Paula Cristina Gonçalves       | 6:1, 6:4          |
| 58. | Juli 2013          | Olmütz                | ITF $100.000      | Sand              | Barbora Záhlavová-Strýcová | Martina Borecká Tereza Malíková                   | 6:3, 6:4          |
| 59. | August 2013        | Donezk                | ITF $75.000       | Hartplatz         | Julija Bejhelsymer         | Wesna Dolonz Alexandra Panowa                     | 6:1, 6:4          |
| 60. | Juli 2014          | Olmütz                | ITF $50.000       | Sand              | Petra Cetkovská            | Barbora Krejčíková Aleksandra Krunić              | 6:2, 4:6, [10:7]  |
| 61. | August 2014        | Pilsen                | ITF $25.000       | Sand              | Sandra Klemenschits        | Lidsija Marosawa Anastasija Wassyljewa            | 6:4, 7:5          |
| 62. | 12. Oktober 2014   | Ōsaka                 | WTA International | Hartplatz         | Shūko Aoyama               | Lara Arruabarrena Vecino Tatjana Maria            | 6:1, 6:2          |
| 63. | 3. November 2014   | Limoges               | WTA Challenger    | Hartplatz (Halle) | Kateřina Siniaková         | Tímea Babos Kristina Mladenovic                   | 2:6, 6:2, [10:5]  |
| 64. | Juni 2015          | Brescia               | ITF $50.000       | Sand              | Laura Siegemund            | María Irigoyen Stephanie Vogt                     | 6:2, 6:1          |
| 65. | Mai 2016           | Saint-Gaudens         | ITF $50.000+H     | Sand              | Demi Schuurs               | Nicola Geuer Viktorija Golubic                    | 6:1, 6:2          |
| 66. | Juli 2016          | Prag                  | ITF $75.000       | Sand              | Demi Schuurs               | Sílvia Soler Espinosa Sara Sorribes Tormo         | 7:5, 3:6, [10:4]  |
| 67. | 11. Juni 2017      | Bol                   | WTA Challenger    | Sand              | Chuang Chia-jung           | Lina Gjorcheska Aleksandrina Najdenowa            | 6:4, 6:2          |
| 68. | 5. August 2017     | Washington            | WTA International | Hartplatz         | Shūko Aoyama               | Eugenie Bouchard Sloane Stephens                  | 6:3, 6:2          |
| 69. | Januar 2019        | Andrézieux-Bouthéon   | ITF W60           | Hartplatz         | Cornelia Lister            | Andreea Mitu Elena-Gabriela Ruse                  | 6:1, 6:2          |
| 70. | 28. Juli 2019      | Palermo               | WTA International | Sand              | Cornelia Lister            | Ekaterine Gorgodse Arantxa Rus                    | 7:62, 6:2         |
| 71. | 3. August 2019     | Karlsruhe             | WTA Challenger    | Sand              | Lara Arruabarrena          | Han Xinyun Yuan Yue                               | 6:72, 6:4, [10:4] |
| 72. | 19. November 2022  | Bratislava            | ITF W60           | Hartplatz (Halle) | Jesika Malečková           | Katarína Kužmová Viktória Kužmová                 | 2:6, 7:5, [13:11] |
| 73. | 15. Juni 2024      | Danzig                | ITF W35           | Sand              | Karolína Kubáňová          | Jaimee Fourlis Petra Hule                         | 3:6, 7:65, [10:7] |

## Abschneiden bei Grand-Slam-Turnieren

### Einzel
| Turnier         | 2002 | 2003 | 2004 | 2005 | 2006 | 2007 | 2008 | 2009 | 2010 | 2011 | 2012 | 2013 | 2014 | 2015 | Karriere |
| --------------- | ---- | ---- | ---- | ---- | ---- | ---- | ---- | ---- | ---- | ---- | ---- | ---- | ---- | ---- | -------- |
| Australian Open | Q3   | Q1   | Q1   | –    | –    | Q3   | 1    | Q1   | Q3   | 1    | –    | –    | Q3   | Q3   | 1        |
| French Open     | –    | Q3   | –    | Q2   | –    | Q3   | Q1   | Q1   | Q2   | 1    | Q1   | –    | Q1   | Q2   | 1        |
| Wimbledon       | –    | Q1   | –    | –    | –    | Q2   | 1    | Q2   | 1    | Q1   | –    | –    | Q1   | Q1   | 1        |
| US Open         | 1    | Q1   | –    | –    | Q2   | Q3   | Q1   | Q1   | 1    | Q1   | –    | Q1   | Q2   | Q3   | 1        |

Zeichenerklärung: S = Turniersieg; F, HF, VF, AF = Einzug ins Finale / Halbfinale / Viertelfinale / Achtelfinale; 1, 2, 3 = Ausscheiden in der 1. / 2. / 3. Hauptrunde; Q1, Q2, Q3 = Ausscheiden in der 1. / 2. / 3. Runde der Qualifikation; n. a. = nicht ausgetragen

### Doppel
| Turnier         | 2003 | 2004 | 2005 | 2006 | 2007 | 2008 | 2009 | 2010 | 2011 | 2012 | 2013 | 2014 | 2015 | 2016 | 2017 | 2018 | 2019 | 2020  | 2021 | 2022 | Karriere |
| --------------- | ---- | ---- | ---- | ---- | ---- | ---- | ---- | ---- | ---- | ---- | ---- | ---- | ---- | ---- | ---- | ---- | ---- | ----- | ---- | ---- | -------- |
| Australian Open | 2    | 1    | –    | –    | 1    | 1    | 1    | 1    | 1    | –    | –    | 2    | 1    | –    | 1    | 1    | –    | 2     | 1    | –    | 2        |
| French Open     | 1    | –    | 1    | –    | 1    | 2    | 1    | 1    | 2    | AF   | 1    | 2    | 1    | –    | 1    | 2    | 1    | 1     | 1    | –    | AF       |
| Wimbledon       | AF   | –    | –    | –    | 1    | 1    | 1    | 1    | 2    | 1    | 1    | AF   | 1    | 1    | HF   | 1    | 2    | n. a. | 1    | 1    | HF       |
| US Open         | 1    | –    | –    | –    | 1    | 2    | 1    | 1    | 1    | 2    | 1    | 2    | 1    | 1    | 1    | 1    | 1    | –     | –    | –    | 2        |

### Mixed
| Turnier         | 2007 | 2008 | 2009 | 2010 | 2011 | 2012 | 2013 | 2014 | 2015 | 2016 | 2017 | 2018 | 2019 | 2020  | 2021 | Karriere |
| --------------- | ---- | ---- | ---- | ---- | ---- | ---- | ---- | ---- | ---- | ---- | ---- | ---- | ---- | ----- | ---- | -------- |
| Australian Open | –    | 1    | –    | –    | –    | –    | –    | –    | –    | –    | –    | 1    | –    | –     | –    | 1        |
| French Open     | –    | –    | –    | –    | –    | –    | –    | –    | –    | –    | –    | –    | –    | –     | –    | –        |
| Wimbledon       | 2    | –    | –    | –    | AF   | –    | –    | 2    | –    | –    | 1    | 2    | –    | n. a. | 2    | AF       |
| US Open         | –    | –    | –    | –    | –    | –    | –    | –    | –    | –    | 1    | –    | –    | n. a. | –    | 1        |